# Vua thứ 28
Vua thứ 28 là một nhà vua Maya ở thành phố Tikal. Ông được tại vị vào khoảng năm 766 cho đến 768. Rất ít thông tin về ông. Ông từng là con trai của Yik'in Chan K'awiil và anh trai của Yax Nuun Ahiin II.